# ميهايل كوفاتشيفيتش
ميهايل كوفاتشيفيتش هو لاعب كرة قدم سويسري وكرواتي في مركز الدفاع، ولد في 6 مارس 1988 في بازل في سويسرا. شارك مع منتخب كرواتيا تحت 21 سنة لكرة القدم ومنتخب سويسرا تحت 21 سنة لكرة القدم. أما مع النوادي، فقد لعب مع دندي يونايتد ونادي بيروي ستارا زاغورا ونادي روس كاونتي ونادي كوبر.

## وصلات خارجية
- ميهايل كوفاتشيفيتش على موقع اتحاد كرواتيا (الكرواتية)
- ميهايل كوفاتشيفيتش على موقع قاعدة بيانات كرة القدم.إي يو (الإنجليزية)
- ميهايل كوفاتشيفيتش على موقع Soccerbase.com (لاعب) (الإنجليزية)
- ميهايل كوفاتشيفيتش على موقع Soccerway.com (الإنجليزية)